# Some People Have Real Problems
Albums de Sia
Lady Croissant
(2007) We Are Born
(2010)
Some People Have Real Problems est le quatrième album studio de la chanteuse australienne Sia Furler. Sorti en 2008, l'album comporte notamment les singles « Day Too Soon », « The Girl You Lost » et « Soon We'll Be Found ».
Dans le clip vidéo de la dernière chanson, Sia utilise la langue des signes pour accompagner son chant.

## Pistes
1. Little Black Sandals
2. Lentil
3. Day Too Soon
4. You Have Been Loved
5. The Girl You Lost To Cocaine
6. Academia
7. I Go to Sleep
8. Playground
9. Death By Chocolate
10. Soon We'll Be Found
11. Electric Bird
12. Beautiful Calm Driving
13. Lullaby